# Thieux (Seine-et-Marne)
Thieux ist eine französische Gemeinde mit 905 Einwohnern (Stand: 1. Januar 2022) im Département Seine-et-Marne in der Region Île-de-France. Sie gehört zum Arrondissement Meaux und zum Kanton Mitry-Mory (bis 2015: Kanton Dammartin-en-Goële). Die Einwohner werden Théodosiens genannt.

## Geographie
Thieux liegt etwa 28 Kilometer nordöstlich von Paris am Fluss Biberonne. Umgeben wird Thieux von den Nachbargemeinden Dammartin-en-Goële im Norden, Saint-Mard im Nordosten, Juilly im Osten, Nantouillet im Süden und Südosten, Saint-Mesmes im Süden und Südosten, Compans im Süden, Le Mesnil-Amelot im Westen sowie Villeneuve-sous-Dammartin im Nordwesten.
Durch die Gemeinde führt die Route nationale 2. 

## Bevölkerungsentwicklung
| Jahr                      | 1962 | 1968 | 1975 | 1982 | 1990 | 1999 | 2006 | 2012 | 2021 |
| Einwohner                 | 464  | 425  | 366  | 469  | 581  | 683  | 785  | 811  | 902  |
| Quelle: Cassini und INSEE |      |      |      |      |      |      |      |      |      |

## Sehenswürdigkeiten

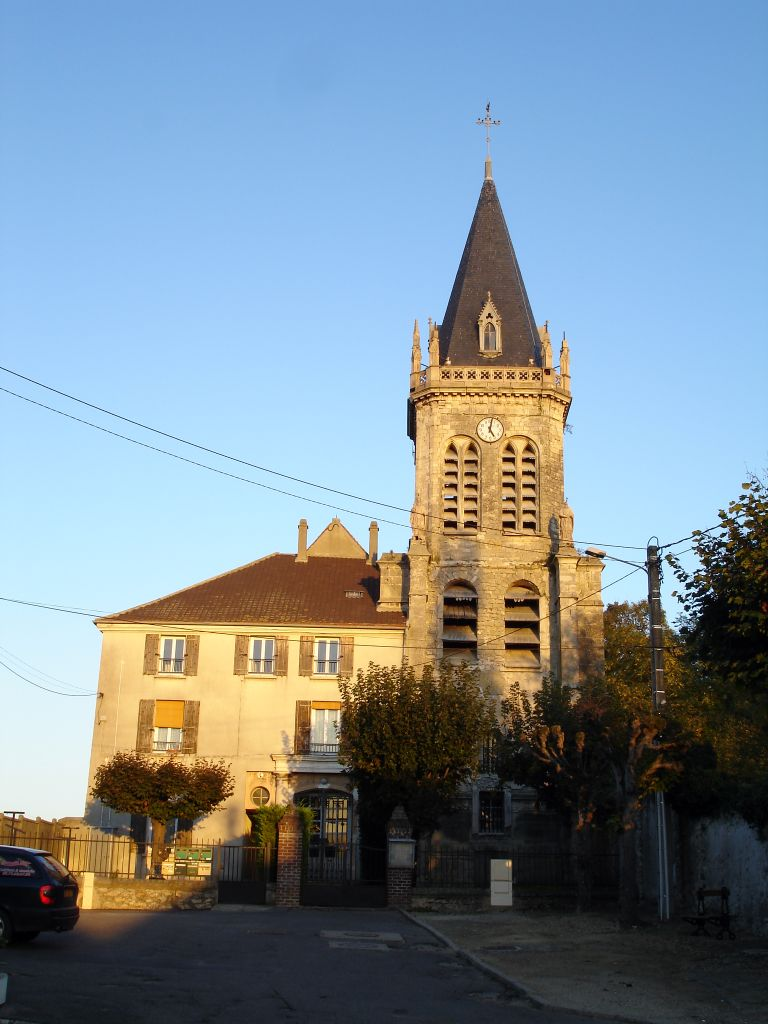
Kirche Saint-Médard

- Kirche Saint-Médard
- Mühle Dongé am Biberonne